# Pacha González
Pacha González (nacido en Buenos Aires en 1975) es un músico cantautor argentino de tango.

## Biografía
"Pablo “Pacha” González nació en Buenos Aires en 1975. Comenzó a tocar el piano en la adolescencia, formando parte de varios proyectos con diferentes estilos musicales. Desarrolló su veta como compositor y cantautor en el género tango. Es considerado actualmente como uno de los referentes del Tango Nuevo o Neo-tango.
Desde 2012, cuando graba Alma de rejilla -su primer disco- Pacha González recorre la escena tanguera porteña cantando sus propios temas.
En 2015 lanza su segundo disco El tango interminable, presentado con destacados artistas invitados en el Teatro Orlando Goñi (actual Galpón B) y en La Usina del Arte, en el marco del Festival de tango de Buenos Aires. 
Varios de sus temas son versionados por orquestas y grupos dedicados al nuevo repertorio tanguero. En 2016 y 2017 realiza giras por Europa, con su banda ya conformada: “Los interminables” en la que se suman al piano un bandoneón, un bajo y batería. Con esta banda graba su tercer disco Interama en 2018 y un E.P. Rincones sagrados, en 2021."

## Discografía
- 2012: Alma de rejilla
- 2015: El tango interminable
- 2018: Interama
- 2021: Rincones sagrados